# Kepsut
Kepsut ist eine Stadt im gleichnamigen Landkreis der türkischen Provinz Balıkesir und gleichzeitig ein Stadtbezirk der 2012 geschaffenen Büyükşehir belediyesi Balıkesir (Großstadtgemeinde/Metropolprovinz). Kepsut liegt etwa 25 Kilometer östlich des Zentrums von Balıkesir. Seit einer Gebietsreform 2012 ist die Kreisstadt flächen- und einwohnermäßig identisch mit dem Landkreis. Die im Stadtlogo abgebildete Jahreszahl 1888 dürfte auf das Jahr der Erhebung zur Gemeinde (Belediye/Belde) hinweisen.
Ende 2012 bestand der Kreis aus Kepsut (6 Mahalles) und 63 Dörfern (Köy), die in zwei Bucaks organisiert waren: dem zentralen Bucak (Merkez Bucağı) mit 43 Dörfern und dem Bucak Durak mit 20 Dörfern. Diese 63 Dörfer wurden während der Verwaltungsreform in Mahalles überführt.
Der Landkreis liegt im Osten der Provinz. Er grenzt im Osten an Dursunbey, im Süden an Bigadiç, im Westen an den zentralen Landkreis, im Nordwesten an Susurluk und im Nordosten an die Provinz Bursa. Durch die Stadt verläuft die Straße D 230 von Balıkesir nach Kütahya. Im Westen der Stadt mündet der Değirmencik Dere in den Simav Çayı, den antiken Makestos. Die Stadt selbst liegt im östlichen Teil der Ebene von Balıkesir (Balıkesir Ovası), im Osten davon liegt das Gebirge Umurlar Dağı.

## Persönlichkeiten
- İlhan Eker (* 1983), türkischer Fußballspieler
- İlhan Ilkılıç (* 1967), Sachbuchautor und Mitglied im Deutschen Ethikrat